# Тюшино (усадьба)
Тюшино — усадьба спиртозаводчика Александра Гаугера в центральной части Смоленской области России, в Кардымовском районе, в 12 км к югу от районного центра, на берегу реки Большой Вопец. Занимает юго-западную часть села Тюшино.
В 1781 г. Тюшино с десятью деревнями принадлежало Н. И. Навашинскому. В начале XIX века имение перешло к дальнему родственнику Михаила Юрьевича Лермонтова — г-ну Арсеньеву.
В 1840 году Тюшино выкупили помещики Гаугеры, владельцы спиртзавода. При них-то и развернулось строительство усадебного комплекса. Усадебный дом выстроен в конце XIX в. Александром Гаугером. После революции 1917г усадьба служила общежитием для механиков. В 1970 г. здание взято на государственный учёт как памятник архитектуры местного значения.
В 90х годах XX века флигели начали разрушаться, в главном здании в настоящий момент находится средняя общеобразовательная школа. Каменная церковь 1863 года постройки не сохранилась.